# Båthusselet
Båthusselet är en sjö i Bräcke kommun och Östersunds kommun i Jämtland och ingår i Ljungans huvudavrinningsområde. Sjön har en area på 0,0621 kvadratkilometer och ligger 327,6 meter över havet. Båthusselet ligger i Gimån, Uppströms Holmsjön Natura 2000-område. Sjön avvattnas av vattendraget Forsaån.

## Delavrinningsområde
Båthusselet ingår i det delavrinningsområde (697847-145657) som SMHI kallar för Inloppet i Långselet. Medelhöjden är 366 meter över havet och ytan är 4,24 kvadratkilometer. Räknas de 7 avrinningsområdena uppströms in blir den ackumulerade arean 138,19 kvadratkilometer. Forsaån som avvattnar avrinningsområdet har biflödesordning 3, vilket innebär att vattnet flödar genom totalt 3 vattendrag innan det når havet efter 224 kilometer. Avrinningsområdet består mestadels av skog (95 procent). Avrinningsområdet har 0,12 kvadratkilometer vattenytor vilket ger det en sjöprocent på 2,8 procent.